# Papegojblomma
Papegojblomma (Strelitzia reginae) är en art i familjen papegojblomsväxter. Den kommer från Sydafrika där den växter i kaplandets sluttningar.
Numera finns den planterad i de flesta tropiska områden.
Flerårig städsegrön ört, upp till 2 m hög, som bildar bestånd. Bladen är stora, grågröna, ovala till avlångt lansettlika, kala, till 70 cm. Blomstjälk 150–200 cm. Blommorna kommer ur ett båtliknande hösterblad, de slår ut en i taget och består av tre klart orange foderblad och tre klarblå kronblad. Två av kronbladen är sammanväxta till en pil-liknande nektarie.
Den bildar sällan frön i naturen.

## Sorter och hybrider
- 'Citrina' - samlingsnamn för kloner med gula, stället för orange, blommor.
- 'Mandela's Gold' ('Kirstenbosch Gold') - en sort med klart gula foderblad.

Engelsk papegojblomma (S. ×kewensis) är en hybrid mellan papegojblomma och jättepapegojblomma (S. alba).

## Odling
Odlas bäst som friplanterad i växthus, men kan fungera även i urnor. Rötterna tar stor plats. Endast varma somrar tål den att flyttas utomhus i Sverige.
Placera mycket ljust, endast skydd mot starkaste solen. Jorden bör vara väldränerad och näringsrik. Vill ha jämn vattning och näringstillförsel på sommaren. Övervintra vid 8-12 °C och håll plantan något torrare, som friplanterad tål den tillfälligt -2 °C. Planteras om på våren, men skada inte rötterna. Med rätt ljus kan den blomma året om.
Förökas med frön eller delning.

## Synonymer
Heliconia bihai J.S.Mill.
Heliconia strelitzia J.F.Gmel.
Strelitzia angustifolia W.T.Aiton
Strelitzia farinosa W.T.Aiton
Strelitzia gigantea J.Kern
Strelitzia glauca Rich.
Strelitzia humilis Link
Strelitzia ovata W.T.Aiton
Strelitzia parvifolia Aiton
Strelitzia regalis Salisb.
Strelitzia reginae var. farinosa (W.T.Aiton) Baker
Strelitzia reginae var. glauca (Rich.) Baker
Strelitzia reginae var. humilis (Link) Baker
Strelitzia reginae var. ovata (W.T.Aiton) Baker
Strelitzia reginae var. rutilans (C.Morren) K.Schum.
Strelitzia rutilans C.Morren